# Дуліби (Ковельський район)
Дулі́би — село в Україні, у Турійській селищній громаді Ковельського району Волинської області. Населення становить 505 осіб.

## Географія
Село розташоване на правому березі річки Турія.

## Історія
У 1906 році село Олеської волості Володимир-Волинського повіту Волинської губернії. Відстань від повітового міста 28 верст, від волості 17. Дворів 68, мешканців 432.
12 червня 2020 року, відповідно до розпорядження Кабінету Міністрів України № 708-р «Про визначення адміністративних центрів та затвердження територій територіальних громад Волинської області», увійшло до складу Турійської селищної територіальної громади.
19 липня 2020 року, в результаті адміністративно-територіальної реформи та ліквідації  Турійського району, село увійшло до новоутвореного Ковельського району. 

## Населення
Згідно з переписом УРСР 1989 року чисельність наявного населення села становила 461 особа, з яких 203 чоловіки та 258 жінок.
За переписом населення України 2001 року в селі мешкали 504 особи.

### Мова
Розподіл населення за рідною мовою за даними перепису 2001 року:
| Мова       | Відсоток |
| ---------- | -------- |
| українська | 99,21 %  |
| російська  | 0,59 %   |
| білоруська | 0,20 %   |